# Liolaemus dicktracy
Liolaemus dicktracy är en ödleart som beskrevs av Robert E. Espinoza och Fernando Lobo 2003. Liolaemus dicktracy ingår i släktet Liolaemus och familjen Tropiduridae. Inga underarter finns listade i Catalogue of Life.